# Enoch Ringnér
Carl Enoch Ringnér, född 26 augusti 1870 i Askersund, död 1967 i Stockholm, var en svensk målare och tecknare.
Han var son till målarmästaren Hjalmar Fredrik Ringnér och Emma Agneta Åberg, och från 1919 gift med Ida Theresia Jönsson. 
Han studerade vid Tekniska skolan och Konstnärsförbundets skola 1892-1896. och företog därefter studieresor till England, Tyskland, Italien och Främre Orienten. Ringnér genomförde aldrig någon separatutställning men han medverkade i Konstnärsförbundets utställningar och tillsammans med tidigare studiekamrater i Stockholm 1912, Svensk konst i Helsingborg 1905 och med Hallands konstförening i Halmstad. 
Han har målat genretavlor, landskap med figurkompositioner och medverkade även i dagspressen och försåg bland annat tidskrifterna Nya Dagligt Allehanda, Puck, Kurre och Söndagsnisse-Strix med sina illustrationer.
Ringnér är representerad vid Nationalmuseum, Zornmuseet i Mora och Göteborgs konstmuseum